# Iris suaveolens
Iris suaveolens är en irisväxtart som beskrevs av Pierre Edmond Boissier och Georges François Reuter. Iris suaveolens ingår i släktet irisar, och familjen irisväxter. Inga underarter finns listade i Catalogue of Life.

## Bildgalleri

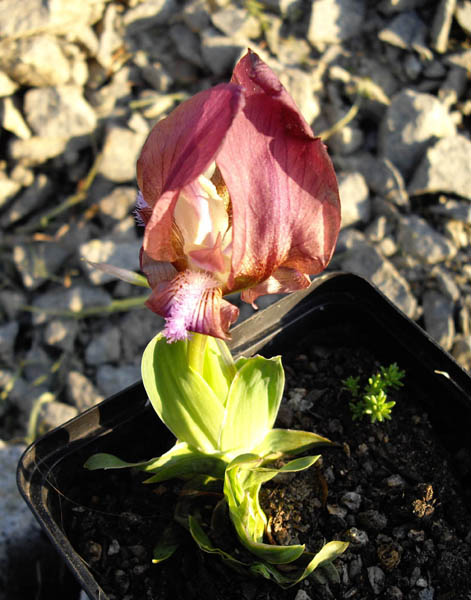
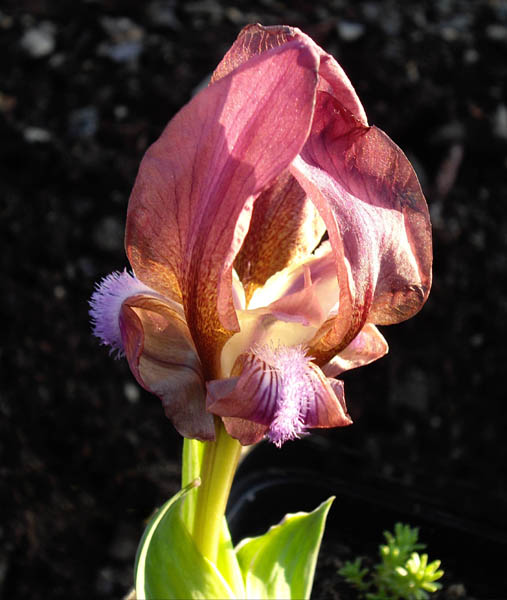